# روزنتال (برلین)
روزنتال (به آلمانی: Berlin-Rosenthal) یک منطقهٔ مسکونی در آلمان است که در پانکوو واقع شده‌است. روزنتال ۸٬۹۳۳ نفر جمعیت دارد.